# آرگوس (رودخانه)

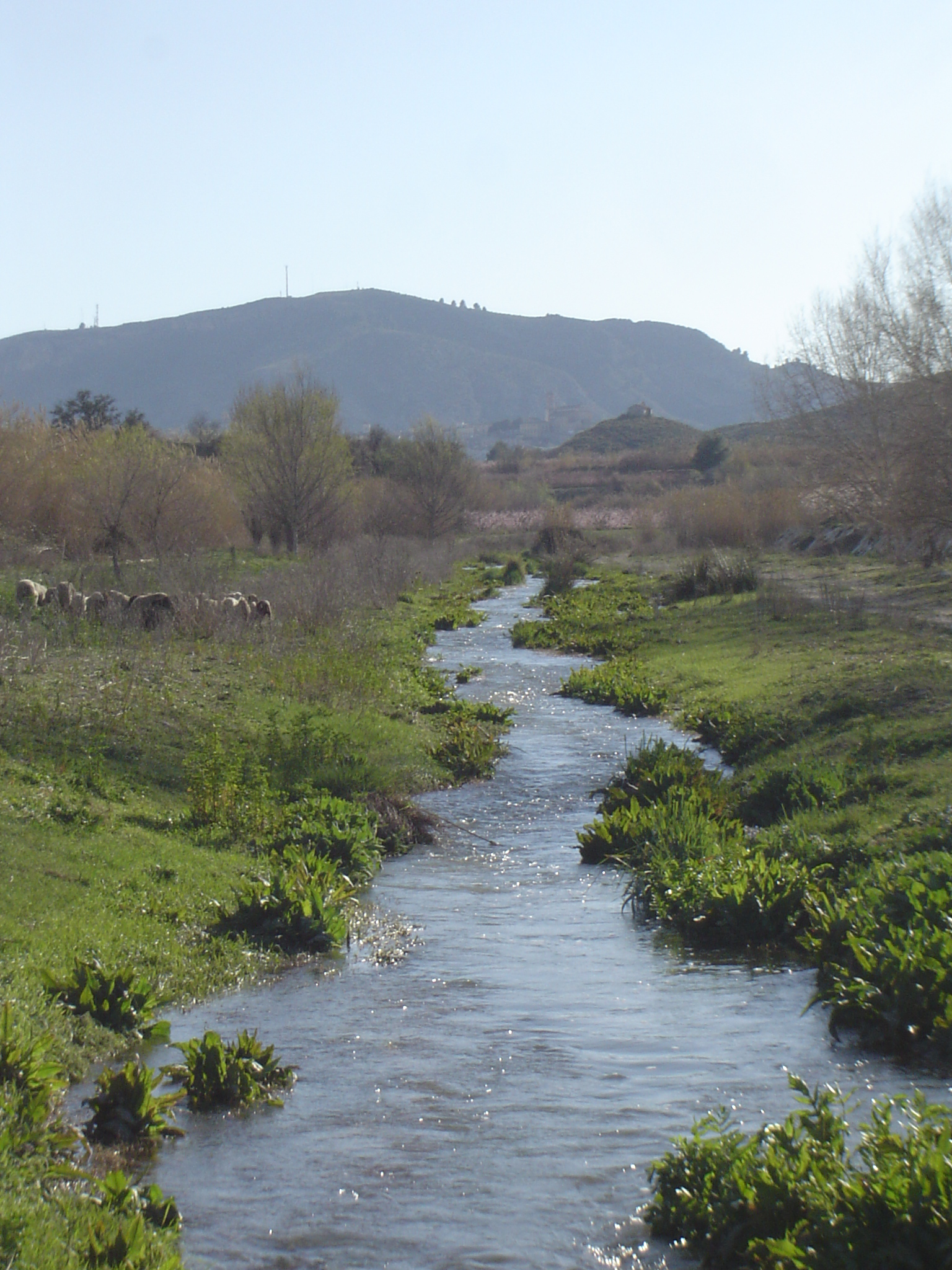
عبور رود آرگوس از منطقه شهری سهخین

آرگوس (به انگلیسی: Argos)، رودخانه‌ای در منطقه مورسیای اسپانیا است. این رود، ریزابه ای از رود سگورا است. از کاراباکا د لا کروس شروع شده و از سهخین، ولنتین عبور کرده و در نهایت به سگورا در کالاسپارا می ریزد.